# Jonathan Soto
Jonathan Daniel Soto Da Luz (n. Montevideo, Uruguay, 4 de octubre de 1988) es un futbolista Uruguayo. Juega de Delantero y su equipo actual es  Rocha de la Segunda División Uruguay

## Clubes
| Club                  | País       | Año       |
| --------------------- | ---------- | --------- |
| Montevideo Wanderers  | Uruguay    | 2008-2009 |
| Cerro                 | Uruguay    | 2009-2011 |
| Fénix                 | Uruguay    | 2011      |
| Atenas                | Uruguay    | 2012      |
| Sol de América        | Paraguay   | 2012      |
| El Tanque Sisley      | Uruguay    | 2013      |
| Torque                | Uruguay    | 2013      |
| Villa Española        | Uruguay    | 2014      |
| Liga de Portoviejo    | Ecuador    | 2015      |
| Huracán Buceo         | Uruguay    | 2015      |
| UAI Urquiza           | Argentina  | 2016      |
| Mitre                 | Argentina  | 2016-2017 |
| Deportivo Carchá      | Guatemala  | 2017-2018 |
| San Carlos            | Costa Rica | 2019      |
| Central Español       | Uruguay    | 2019      |
| Villa Teresa          | Uruguay    | 2019-2020 |
| Arturo Fernández Vial | Chile      | 2020-2021 |
| Rocha                 | Uruguay    | 2021-act. |

## Palmarés

### Campeonatos nacionales
| Título           | Club       | País       | Año  |
| ---------------- | ---------- | ---------- | ---- |
| Primera División | San Carlos | Costa Rica | 2019 |